# Charlotte Besijn
Charlotte Gesina Besijn (Rotterdam, 25 juli 1962) is een Nederlandse actrice.
Zij was tien jaar verbonden aan het gezelschap Introdans, maar moest om medische redenen stoppen met dansen. Ze liet zich omscholen tot actrice en heeft sindsdien gastrollen gespeeld in onder meer Oppassen!!!, Jansen en Jansen en Goudkust. Daarnaast oogstte ze veel lof door haar rol in de televisiefilm Rigoletto.
Besijn vergaarde nationale bekendheid door de rol van Barbara Fischer in Goede tijden, slechte tijden, die zij vanaf april 1999 vertolkte. Ze verliet de serie in april 2010 om zich toe te leggen op drama-coaching en spelregie.

## Levensloop en carrière

### Jeugd en opleiding
Besijn groeide op in haar geboortestad Rotterdam. Na enkele jaren op het Erasmiaans Gymnasium les te hebben gevolgd, volgde ze vanaf 1977 de laatste twee jaar van haar vwo-opleiding op het Libanon Lyceum. Ze had al jong de ambitie om balletdanseres te worden, maar dit werd bemoeilijkt door een scoliose in haar rug, die op haar twaalfde werd vastgesteld. Ze moest hierdoor vanaf haar veertiende een korset met kinsteun dragen, waardoor ze destijds vooral gezien werd als introvert en verlegen. Toch deed ze soms mee met schoolactiviteiten – zo was ze lid van Cabaret NonBali.
Na het behalen van haar diploma in 1979 werd ze zonder auditie te doen toegelaten op de Dansacademie, maar omdat de docenten haar prestaties teleurstellend vonden, werd ze weggestuurd. Twee jaar later ging ze audities af van verschillende dansacademies, maar werd vanwege haar leeftijd – ze was toen twintig – en gebrek aan techniek nergens toegelaten. Uiteindelijk deed ze toegangsexamen voor de docentenopleiding aan de Hogeschool voor de Kunsten in Arnhem, die ze in 1986 afrondde.

### Danscarrière
Besijn bemachtigde een stageplaats bij het moderne balletgezelschap Introdans, waaraan ze van 1986 tot 1995 als danseres verbonden was. Ze danste onder leiding van choreografen als Ed Wubbe, Nils Christe en Christopher Bruce. Bovendien "stonden er echte wijven op het toneel in plaats van die magere ballettrutjes", aldus Besijn.
Na verloop van tijd kreeg Besijn door overbelasting last van uitstralingspijn. Later verergerde dit tot uitvalverschijnselen in haar linkervoet, die uiteindelijk bleken te worden veroorzaakt door wervelkanaalstenose. Hierdoor zag ze zich genoodzaakt om na tien jaar haar danscarrière alsnog op te geven. Ze danste haar laatste voorstelling in december 1995 met goedkeuring van haar arts. In een interview met de Volkskrant vertelde ze dat ze zich elke stap herinnert en zoals in een film klopte alles, iets wat slechts sporadisch voorkomt. Ze zegt dat ze zich gelukkig voelde, voor de eerste keer volledig los van alles. "Absolute vrijheid", iets waar ze lang naar had gezocht en wat ze eindelijk had gevonden, weliswaar in haar laatste voorstelling. Deze voorstelling, Messiah, speelde ze samen met haar idool Mirjam Diedrich.

### Omscholing tot actrice
Na een moeilijk half jaar besloot Besijn zich te laten omscholen tot actrice. Eerder had ze bij een selectiecursus voor de Kleinkunstacademie ontdekt dat het acteren haar goed af ging en bij Introdans had ze gedurende haar loopbaan ook rollen gekregen die de nodige inleving vereisten. Nu ze besloten had tot haar carrièreswitch, volgde ze een jaar privéles van acteur Hajo Bruins. Daarnaast volgde ze een opleiding aan de Amsterdamse theaterschool De Trap. Na afronding van haar opleiding deed ze enkele jaren onbetaald theater, in producties als Onder het Melkwoud van Canci Geraerdt, De Waarheid van Pim van Hoeve en Edward Stelderen. Bovendien had Besijn zich ingeschreven bij verschillende castingbureaus, om met enkele commercials de televisiewereld in te rollen. Verder had ze gastrollen in onder meer Oppassen!!! en Goudkust. Tevens oogstte ze veel lof met haar rol in Rigoletto, een alternatieve opera-film. Ook had ze een bijrol in Kruimeltje, een film met onder meer Ruud Feltkamp, Rick Engelkes en Jan Decleir.
In 1998 werd ze gevraagd auditie te doen voor Goede tijden, slechte tijden. In eerste instantie was ze wat terughoudend; ze zat niet op een soap te wachten omdat ze houdt van taal, "van mooie stukken", iets dat niet van toepassing is bij soaps. Maar omdat ze destijds geen werk had, besloot ze om te auditeren. Zelf zegt ze dat ze er niet echt in geloofde, omdat het een grote rol was en ze daar eigenlijk te onervaren en te jong voor was. Zonder verwachtingen en heel ontspannen deed ze de screentests, die ze eenvoudig doorstond. Vervolgens moest ze in de studio auditie doen met Bartho Braat als tegenspeler en uiteindelijk zou ze de rol bemachtigen. De eerste aflevering van GTST met Besijn als Barbara Fischer werd uitgezonden op 15 april 1999. Naast haar activiteiten voor GTST speelde Besijn in het seizoen 2002-2003 een rol in De Koerskmonologen II: De vrouwen van Moermansk bij het gezelschap Lempicka en had ze in 2007 een rol in de film Samson and Delilah. Verder gaf ze acteerworkshops bij De Trap.

### Vertrek uitGTST
Op 10 februari 2010 werd in RTL Boulevard bekendgemaakt dat Besijn Goede tijden, slechte tijden zou gaan verlaten, naar eigen zeggen omdat ze toe was aan een nieuwe uitdaging. Voorafgaand aan haar besluit heeft ze enige tijd meegelopen bij de regie-afdeling van de soapserie. Ze zei "gegrepen" te zijn door het regisseren en wilde zich hier dan ook op gaan richten. Ze kreeg van Endemol de kans om zich achter de schermen bij GTST te ontwikkelen op dit gebied. Tussen augustus 2010 en juni 2011 was zij opnameleider en verzorgde zij de spelregie; inmiddels werkte ze als regisseur.
Besijns laatste opnamedag was op 19 februari. Het personage Barbara Fischer verlaat Meerdijk op 16 april 2010; ze emigreert naar Curaçao om samen met haar zoon Morris een bed and breakfast te openen. Besijn sloot een terugkeer niet uit, maar wilde eerst andere dingen gaan doen. Begin februari 2011 keerde Besijn tijdelijk terug in GTST in haar oude rol. Dit ter gelegenheid van de bruiloft van Charlie en Rik. Besijn liet weten het "spannend" te vinden zelf weer op de set te staan en voegde eraan toe na één scène "het personage Barbara direct weer in de vingers" te hebben en dat het spelen meteen weer vertrouwd voelde. Besijn was van mening dat "de terugkeer van oude personages [goed werkt] voor het verhaal".

## Overzicht

### Theatrografie
| Theater   | Theater     | Theater                                         | Theater          |
| Jaar      | Organisatie | Productie                                       | Rol              |
| --------- | ----------- | ----------------------------------------------- | ---------------- |
| 1995      | Introdans   | Pub (reprise)                                   |                  |
| 1995      | Introdans   | Messiah                                         |                  |
|           |             | Onder het Melkwoud                              |                  |
|           |             | De Waarheid                                     |                  |
|           |             | Maria Stuart                                    |                  |
|           |             | Meedinges                                       |                  |
| 2002–2003 | Lempicka    | De Koerskmonologen II: De vrouwen van Moermansk | Elena Jerjomenko |

### Filmografie
| Jaar                  | Productie                    | Rol             | Opmerkingen               |
| --------------------- | ---------------------------- | --------------- | ------------------------- |
| 1998                  | Goudkust                     | Staflid         | Afl. 4.75, Aflevering 515 |
| 1999                  | Oppassen!!!                  | Moeder          | Afl. 10.01, Oma           |
|                       | Jansen en Jansen             |                 |                           |
| 1999-2010, 2011, 2015 | Goede tijden, slechte tijden | Barbara Fischer | Vaste Rol (2413 afl.)     |
| 2013                  | Het imperium                 | Zuster          | was al opgenomen in 2010  |

### Film
| Jaar | Productie          | Rol               | Opmerkingen               |
| ---- | ------------------ | ----------------- | ------------------------- |
| 1999 | Kruimeltje         | Verpleegster      |                           |
| 2003 | Rigoletto          | Vrouw van Ceprano | Televisiefilm             |
| 2007 | Samson and Delilah | Boodschapper      | Stem: Maaike Widdershoven |

## Achter de schermen
| Achter de schermen | Achter de schermen           | Achter de schermen | Achter de schermen |
| Jaar               | Productie                    | Functie            | Opmerkingen        |
| ------------------ | ---------------------------- | ------------------ | ------------------ |
| 2010-2011          | Goede tijden, slechte tijden | Opnameleider       | O.a. spelregie     |
| 2011-heden         | Goede tijden, slechte tijden | Regisseur          |                    |